# Al 41-lea (film din 1956)
Al 41-lea (titlul original: în rusă Сорок первый, transliterat: Sorok pervîi) este un film dramatic sovietic, realizat în 1956 de regizorul Grigori Ciuhrai, după romanul omonim a scriitorului Boris Lavreniov scris în 1924. Acțiunea are loc în timpul Războiului Civil Rus prin anul 1919 în Asia Centrală și pe Marea Aral. Primul film regizat de Ciuhrai, a provocat o senzație internațională datorită dramaturgiei neobișnuite a culorilor și a efectelor extrem de apreciate a camerei de filmat, câștigând premiul special în 1957 la Festivalul filmului de la Cannes. Protagoniști filmului sunt actorii Izolda Izvițkaia, Oleg Strijenov și Nikolai Kriucikov.

## Rezumat
Un detașament de 23 soldați ai Armatei Roșii și comandantul lor Evsiukov rămași în viață, în timpul războiului civil rus în primii ani ai revoluției, se retrag de la Marea Caspică prin deșertul Kara-Kum spre Marea Aral, cu destinația Kazalinsk. Mariutka care făcea parte din grup și era cea mai bună țintașă, tocmai l-a împușcat pe al 40-lea adversar, într-o luptă cu trupele albe. 
În timp ce mărșăluiesc prin deșert, întâlnesc o caravană de kirghizi cu cămile, care aveau câțiva soldați albi printre ei. Atacându-i, locotenentul alb Govoruha-Otrok se adăpostește în spatele unei cămile dar este împușcat de Marjutka. Crezând că la nimerit, jubilează „al 41-lea!”, dar locotenentul, cu un steag alb pe baioneta puști, iese și se predă. Fiind percheziționat, se dovedește că el are misiunea să ducă un mesaj foarte important de la generalul Kolchak lul Denikin, un alt general alb. În consecință, comisarul politic Evsiukov decide că locotenentul, însoțit de Marjutka și câțiva soldați roșii, trebuie să fie transferat cât mai repede unui serviciu superior al armatei roșii. Ajunși la Aral, ei înnoptează într-un aul kirghiz, unde Altînai o fată băștinașă, se îndrăgostește de locotenent și îi fură drept amintire unul din epoleți. Grupul lui Marjutka urcă într-o mică lotcă cu vele și se îndreaptă spre celălalt mal, traversând lacul. Între timp, superiorii locotenentului au aflat despre atacul asupra caravanei și pornesc să îl caute. 
Barca cu pânze intră într-o furtună violentă și catargul este rupt. Cu excepția Mariutkăi și a lui Vadim, ceilalți doi membri ai grupului, Semeannîi și Viahir, sunt măturați peste bord. Barca eșuează pe plaja unei mici insule pe care se află un refugiu pentru pescari. Vadim este grav bolnav, dar este îngrijit de Mariutka până se însănătoșește. În ciuda diferențelor  ideologice, se îndrăgostesc unul de celălalt. 
Între timp, un pluton de căutare al albilor, ajunge în satul pe malul lacului Aral și începe să dea foc la case și să interogheze pe bătrânul satului să afle despre soarta lui Vadim. Pe măsură ce caută în sat, găsesc epoletul, pe care îl consideră ca dovadă că sătenii au legătură cu dispariția locotenentului. Când bătrânul satului este pe punctul de a fi împușcat, Altynai se aruncă între el și plutonul de execuție și explică cum a ajuns epoletul acolo.  
Pe insulă, cei doi îndrăgostiți s-au acomodat deja. Într-o zi, apare o barcă cu pânze la orizont. Vadim ridică pușca lui Mariutka și trage în aer ca să atragă atenția asupra naufragiului. Pe măsură ce se apropie barca, se poate vedea că în ea sunt soldați albi. Vadim fuge spre barcă, jubilând de bucurie, Mariutka ia pușca și îi strigă lui Vadim să se oprească, dar el nu reacționează și continuă să fugă. Mariutka trage spre el, Wadim cade pe plajă, lovit în cap.  Mariutka este îngrozită de ce s-a întâmplat. Fuge spre el și nu poate să creadă că este mort: Vadim este totuși „cel de-al patruzeci și unu-lea”. 

## Distribuție
- Izolda Izvițkaia - soldat Maria "Mariutka" Filatovna
- Oleg Strijenov - locotenentul Vadim Nikolaevici Govoruha-Otrok
- Nikolai Kriucikov - comisarul Arsenti Evsiukov
- Nikolai Dupak - soldatul Andrei Ciupilko
- Alexandr Greceanîi - locotenentul Prokopîci
- Gheorghi Șapovalov - soldatul Terentev
- Piotr Liubeșkin - Gujov
- Lev Kovîlin - soldatul Gvozdev
- Iuri Romanov - matrozul Viahir
- Daniil Netrebin - matrozul Semeannîi
- Asanbek Umuraliev - Umankul
- Anatoli Kokorin - Egorov
- Vadim Sinițîn - un soldat rănit
- Kirei Jarkimbaev - Timerkul
- T. Sardarbekova - Altînai, fata din sat
- Vadim Zaharcenko - oficialul Kucikovski
- Muratbek Rîskulov - ghidul caravanei
- S. Solonitski - colonelul

## Fundal istoric
Însuși Boris Lavreniov a fost membru al Armatei Roșii; se presupune că nuvela lui se bazează pe fapte reale, mai puțin numele lui Mariutka și al locotenentului Govoruha-Otrok.
Al 41-lea a fost primul dintre cele trei filme  din perioada de dezgheț în contextul de destalinizare, ale regizorului Ciuhrai. Filmul său a fost cea de-a doua ecranizare a nuvelei lui Lavreniov. Prima adaptare a acesteia a fost filmul Al 41-lea din 1927 realizat de regizorul Iakov Protazanov .  În această versiune realizată pe fundalul unui splendid peisaj marin, se arătat cum barca albilor acostează și Mariutka este luată în captivitate. 
„Povestea dragostei dintre o tânără înrolată în Armata Roșie și prizonierul ei, un ofițer alb, respiră în viziunea lui Ciuhrai climatul liric, romantic al sentimentului pur, desprins pentru o clipă de sfera înfruntărilor politice, de clasă. Revenirea pe planul realității aduce deznodământul tragic, expresie a unor contradicții social-istorice ireconciliabile; eroina își împușcă iubitul – cel de « al 41-lea » alb doborât de ea. Filmul constituie nu numai debutul remarcabil al unui regizor de talent, și afirmarea excelentului operator Urusevski, ci opera care a anunțat apariția unei noi generații de cineaști sovietici, ce-și va delimita creația de monumentalismul artificios și patetismul grandilocvent, cărora le plătiseră tribut producțiile din anii precedenți.”

## Lansare
A fost lansat în anul 1956 și a avut parte de mare succes comercial, fiind vizionat de 25,1 milioane de spectatori în cinematografele din Uniunea Sovietică.

## Premii
- 1957 Festivalul filmului de la Cannes: Premiul special al juriului.[4]